# Szew tektoniczny
Szew tektoniczny – strefa wyznaczająca granicę, przeważnie kolizyjną, pomiędzy dwoma płytami rozdzielonymi niegdyś skorupą oceaniczną. Strefa ta ma nieregularny kształt o różnej szerokości. Często szew tektoniczny wyznacza obecność fragmentów sekwencji ofiolitowej, pochodzących z dawnego dna oceanicznego.
Przez terytorium Polski przebiega szew transeuropejski, łączący platformę wschodnioeuropejską (prekambryjską) i platformę paleozoiczną Europy Zachodniej.